# Uładzimir Klimowicz
Uładzimir Wiktarawicz Klimowicz (biał. Уладзімір Віктаравіч Клімовіч, ros. Владимир Викторович Климович, Władimir Wiktorowicz Klimowicz; ur. 24 października 1974 w Mohylewie) – białoruski piłkarz występujący na pozycji obrońcy lub pomocnika, trzykrotny reprezentant Białorusi.

## Kariera klubowa
Klimowicz reprezentował barwy Dniapra Mohylew, Stomilu Olsztyn, Petro Płock, Biełszyny Bobrujsk, Tarpiedy-SKA Mińsk, Tarpiedy-Kadziny Mohylew, FK Mołodeczno oraz Wierasu Nieśwież. Dwukrotnie zdobył mistrzostwo Białorusi (w sezonie 1998 z Dniapro Mohylew oraz w sezonie 2001 z Biełszyną Bobrujsk, z którą w 2001 roku wywalczył też Puchar Białorusi).

## Kariera reprezentacyjna
W 1996 roku trzykrotnie wystąpił w reprezentacji Białorusi.

## Sukcesy
Dniapro Mohylew
- mistrzostwo Białorusi: 1998

Biełszyna Bobrujsk
- mistrzostwo Białorusi: 2001
- Puchar Białorusi: 2000/01